# Gallicolumba salamonis
Gallicolumba salamonis foi uma espécie de ave da família Columbidae. Esta espécie só é conhecida a partir de dois exemplares de 1882 e 1927. O holótipo de 1882 pode ser visto no Museu Australiano em Sydney.